# 아웃캐스트: 절명도망의 전사
아웃캐스트: 절명도망의 전사(Outcast)는 캐나다에서 제작된 닉 포웰 감독의 2014년 액션, 모험 영화이다. 니콜라스 케이지 등이 주연으로 출연하였고 제레미 볼트 등이 제작에 참여하였다.

## 출연

### 주연
- 니콜라스 케이지
- 헤이든 크리스텐슨
- 유역비

### 조연
- 론 스무렌버그
- 안지걸
- 페르난도 치엔
- 조드 엘 베르니
- 프레스턴 베이커
- 바이런 로슨
- 토머 오즈
- 알라 사피
- 맥스 황